# Пораснали деца (филм, 1979)
„Пораснали деца“ (на френски: Ils sont grands, ces petits) е френски филм на Жоел Сантони, заснет през 1978 г. и пуснат 1979.
Сюжетът на филма е комедия, популярността му се дължи на използването на радиоуправляеми модели за банкови обири.
Лео и Луиз, двама приятели от детството, следват стъпките на бащите си, известни учени, които мистериозно изчезват.
Катрин Деньов играе Луиз Мушен.